# Akerendam (schip, 1724)

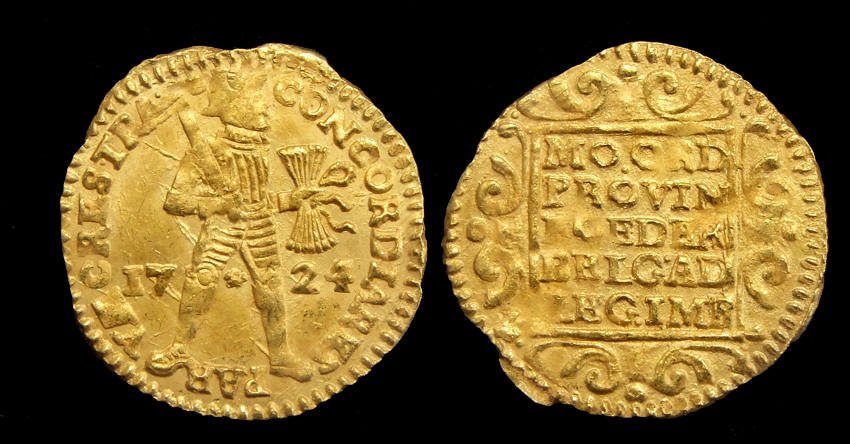
Nederland, gouden dukaat 1724 uit het wrak van het VOC-schip de 'Akerendam'.

De Akerendam was een Nederlandse Oost-Indiëvaarder. Het schip werd in 1724 gebouwd in opdracht van de VOC kamer te Amsterdam. Het was 44 m lang, met veertig kanonnen bewapend en was vernoemd naar het buitengoed Akerendam in Beverwijk. Vanaf 1697 was de familie Geelvinck eigenaar van de hofstede en sinds 1716 was Lieve Geelvinck bewindhebber van de Vereenigde Oostindische Compagnie. De bewindhebbers mochten bij toerbeurt een te water gelaten schip een naam geven.
De Akerendam verliet op 19 januari 1725 samen met twee zusterschepen de rede van Texel, met Batavia als bestemming. Aan boord bevonden zich negentien kisten met deels nieuw geslagen gouden en zilveren munten, waarmee specerijen en andere oosterse handelswaar voor de Europese markt betaald zouden kunnen worden.
Het schip raakte in een sneeuwstorm uit de koers en kwam voor de kust van Noorwegen in moeilijkheden. Het sloeg op 8 maart 1725 te pletter op de klippen van het eiland Runde. Alle tweehonderd bemanningsleden kwamen om het leven. Al na enkele dagen werd een veiling gehouden van de aangespoelde goederen en nog in hetzelfde jaar werden vier kisten geborgen. Het jaar daarop werd het zoeken gestaakt omdat de opbrengst gering was.
In de negentiende eeuw gingen de plaatselijke kinderen vaak naar het strand om munten te zoeken. Inmiddels geloofde men dat het om een schip uit de Spaanse Armada ging.
In juli 1972 ontdekten sportduikers het wrak honderd meter uit de kust op een diepte van twaalf meter. De bergers konden ongeveer 560 kg munten bergen. Twee derde mochten zij zelf houden en is in Zwitserland geveild. Een deel van de munten bevindt zich tegenwoordig in de muntenverzameling van de Universiteit van Oslo, een ander deel in de scheepvaartmusea van Oslo en Bergen. De zogenaamde 'Runde-schat' alsook andere vondsten uit de "Akerendam" worden vanaf 2011 in het Runde Miljøsenter tentoongesteld.